# پادشاه داوود (فیلم)
پادشاه داوود (انگلیسی: King David) فیلمی به کارگردانی بروس برسفورد است که در سال ۱۹۸۵ منتشر شد.

## بازیگران
- ریچارد گی‌یر
- ادوارد وودوارد
- الیس کریج
- جرج ایستمن
- هرد هتفیلد
- جینا بلمن
- توماس میلیان
- ژان-مارک بار
- کریستوفر مالکوم
- جان کستل
- جان گابریل
- مارینو مازه
- دنیس کیلی
- انتان الکساندر
- جک کِـلَف
- آرتور وای‌براو
- جیمز کومس
- دیوید دی کایسر
- تیم وودوارد
- جان هَـلَم
- ماسیمو سارکیه‌لی